# علواني (عزبة)
عزبة علوانى قرية تابعة لمركز السادات في محافظة المنوفية في جمهورية مصر العربية.